# Mali Vrh Kamanjski
 Mali Vrh Kamanjski   falu Horvátországban, Károlyváros megyében. Közigazgatásilag  Kamanjéhoz tartozik.

## Fekvése
Károlyvárostól 20 km-re északnyugatra, községközpontjától 1 km-re északkeletre, a Kulpa jobb partján, a szlovén határ mellett fekszik.

## Története
A településnek 1857-ben 98, 1910-ben 97 lakosa volt. Trianon előtt Zágráb vármegye Károlyvárosi járásához tartozott. 2011-ben 67 lakosa volt.

## Lakosság
| Lakosság változása | Lakosság változása | Lakosság változása | Lakosság változása | Lakosság változása | Lakosság változása | Lakosság változása | Lakosság változása | Lakosság változása | Lakosság változása | Lakosság változása | Lakosság változása | Lakosság változása | Lakosság változása | Lakosság változása | Lakosság változása |
| ------------------ | ------------------ | ------------------ | ------------------ | ------------------ | ------------------ | ------------------ | ------------------ | ------------------ | ------------------ | ------------------ | ------------------ | ------------------ | ------------------ | ------------------ | ------------------ |
| 1857               | 1869               | 1880               | 1890               | 1900               | 1910               | 1921               | 1931               | 1948               | 1953               | 1961               | 1971               | 1981               | 1991               | 2001               | 2011               |
| 98                 | 98                 | 103                | 120                | 102                | 97                 | 82                 | 88                 | 86                 | 93                 | 88                 | 84                 | 76                 | 74                 | 60                 | 67                 |